# شاخص تی‌ای-۳۵
شاخص تی‌ای-۳۵ (انگلیسی: TA-35 Index) شاخص بازار سهام بورس تل آویو است، که از ۳۵ شرکت دارای بالاترین ارزش بازار سرمایه، فعال در این بازار بورس تشکیل می‌شود.